# Socha Nová Opava
Socha Nová Opava, nazývaná také Znovuobjevená Opava nebo Zrození nové Opavy, je pískovcová exteriérová skulptura a kulturní památka v sadech Svobody v části Město města Opava v okrese Opava. Nachází se také v pohoří Opavská pahorkatina v Moravskoslezském kraji.

## Historie a popis díla
Dílo vytvořil český sochař Vincenc Havel (1906–1992) v roce 1958 a v roce 2019 bylo odborně restaurováno. Skulptura je stojícím aktem mladé ženy v kontrapostu a s draperií evokující spíše nezakrytí těla. Skulptura v nadživotní velikosti je umístěná na vysokém soklu s reliéfy. Znázorňuje alegorii (perzonifikaci) města Opavy v duchu figurálního realismu autora. Souvislost s Opavou je zřejmá také zobrazením městského znaku na soklu. Skulptura má výšku 3 m a stojí uprostřed fontány průměru 6 m obklopená květinovou výsadbou na náměstí v městském parku. Fontána je vytvořena v soklu ve tvaru členitého osmibokého komolého jehlanu, který se mírně rozšiřuje směrem nahoru. Sokl pochází z 18. století a v minulosti na něm byly také jiné erby a jiná umělecká díla.

## Galerie

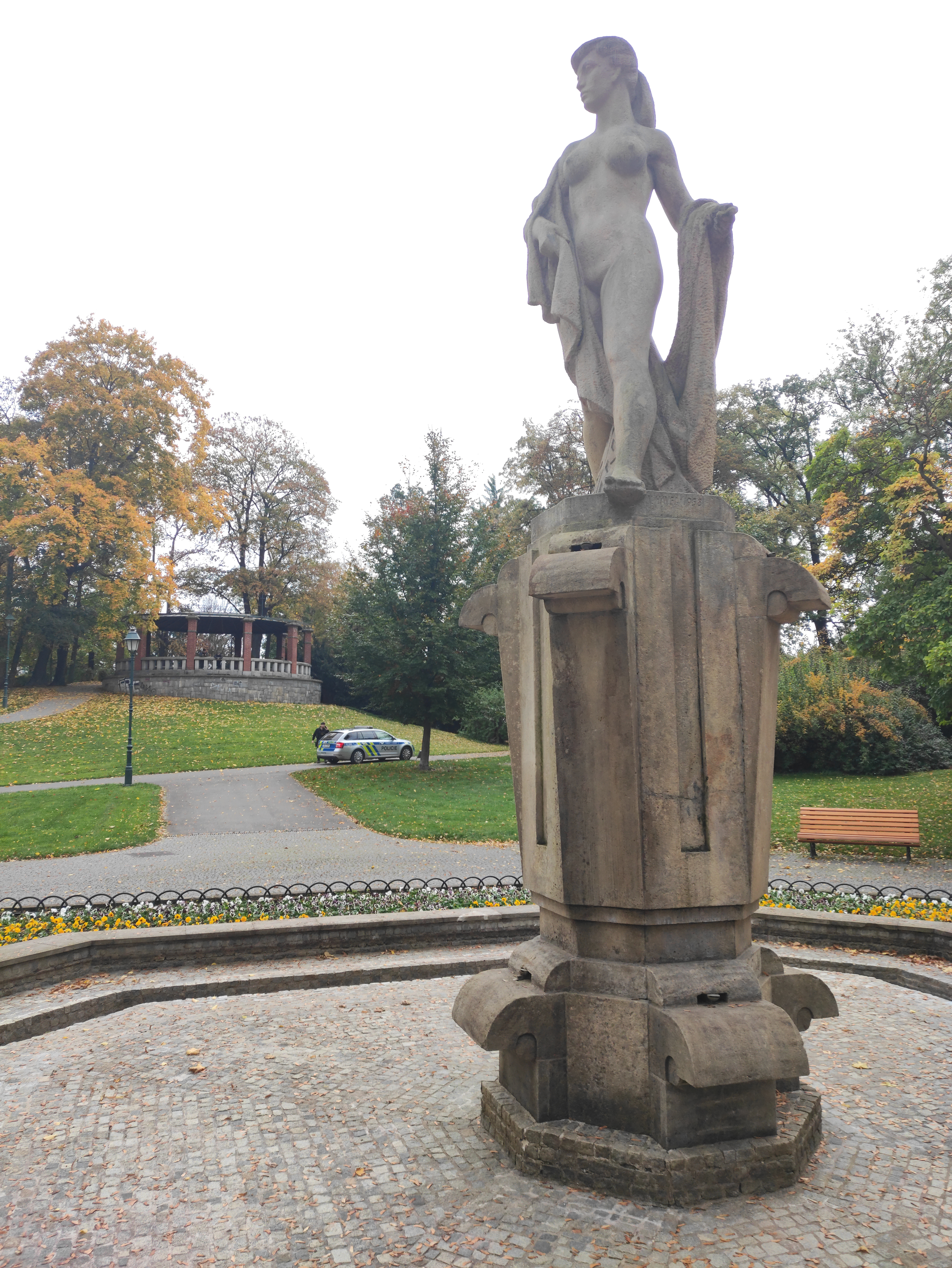
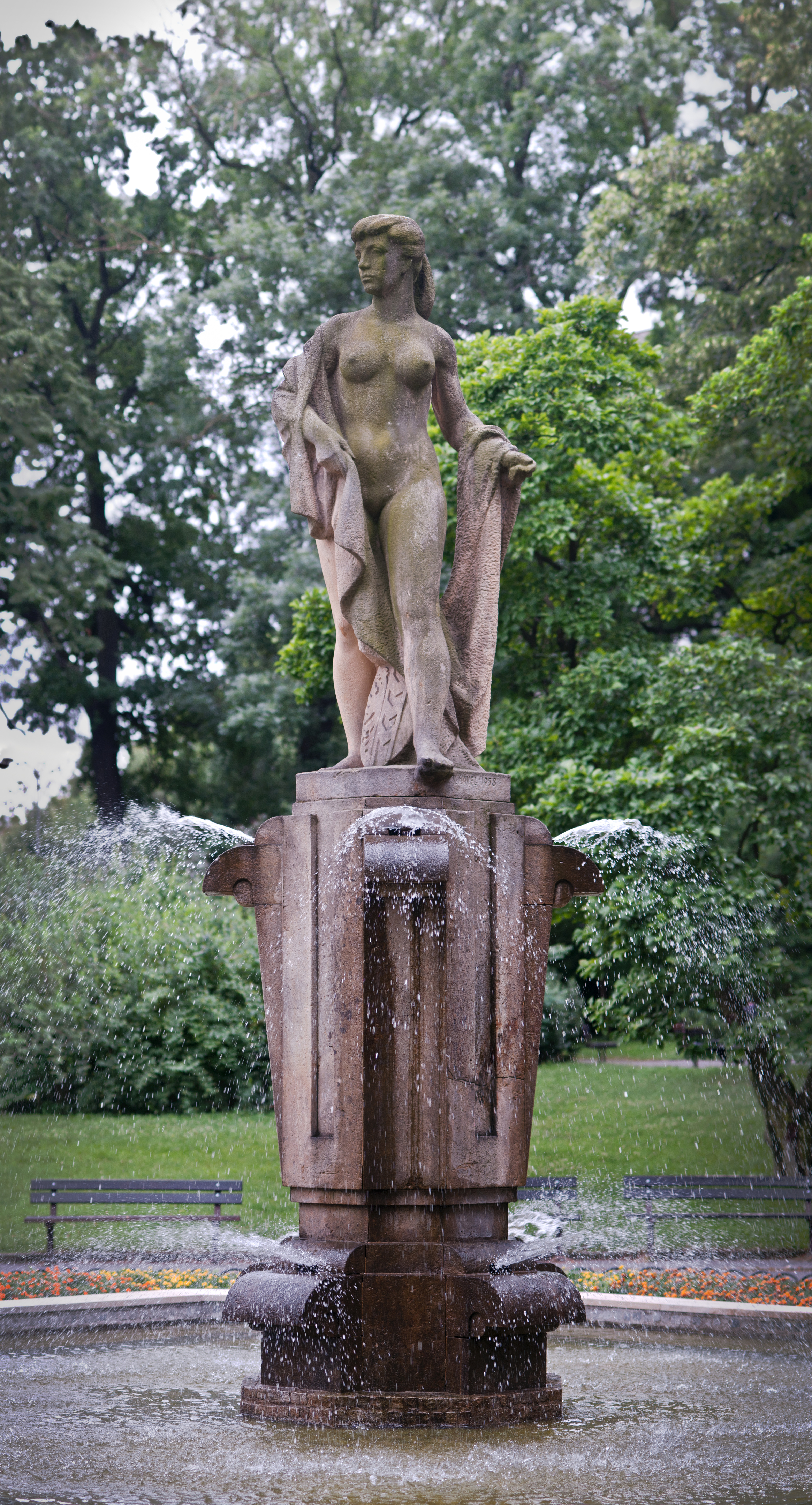
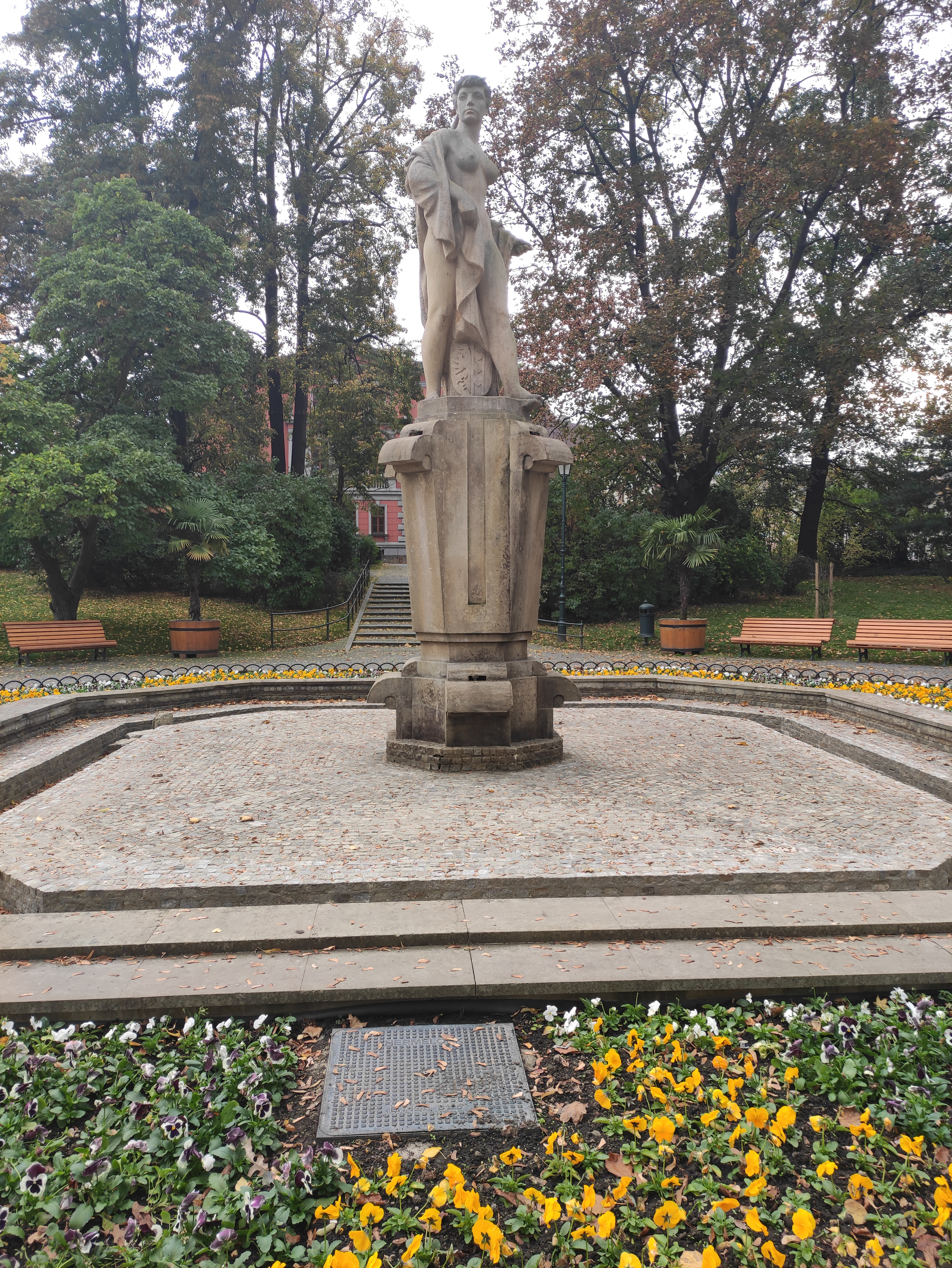
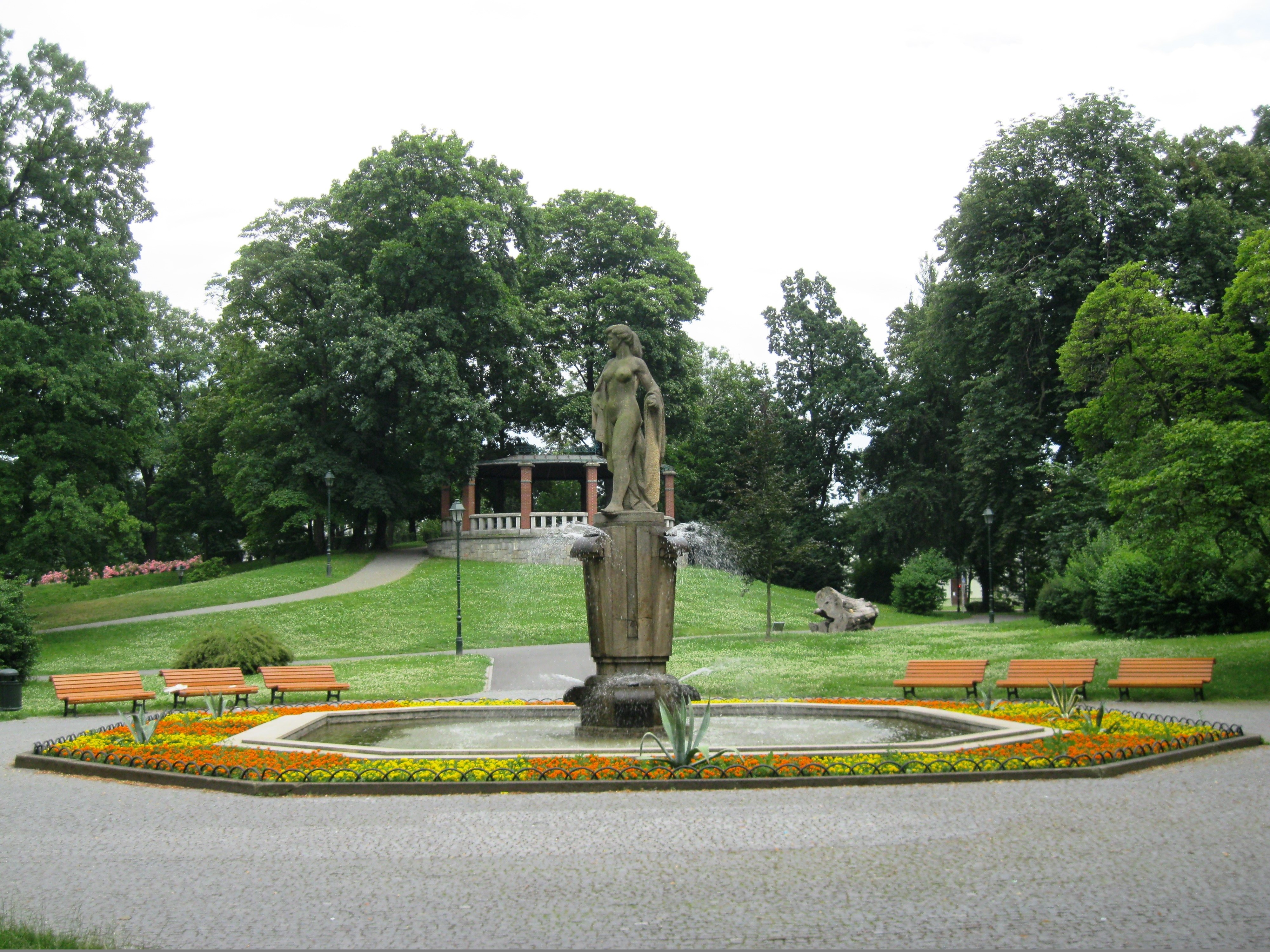